# Houten
Houten – gmina w Holandii, w prowincji Utrecht.

## Miejscowości
't Goy, Houten, Schalkwijk, Tull en 't Waal.